# Żabbar St. Patrick FC
Żabbar St. Patrick FC – maltański klub piłkarski, mający swoją siedzibę w mieście Żabbar w południowo-wschodniej części kraju.

## Historia
Chronologia nazw:
- 1912: Żabbar United FC
- 1944: Żabbar FC
- 1948: St. Patrick FC
- 2013: Żabbar St. Patrick FC

Klub piłkarski Żabbar United FC został założony w miejscowości Żabbar w 1912 roku. Najpierw zespół grał w rozgrywkach lokalnych. Dopiero w sezonie 1935/36 klub dołączył do Maltańskiej Federacji i startował w Fourth Division Section A, gdzie zajął 5.miejsce. W następnym sezonie powtórzył ten wynik. W sezonie 1937/38 był trzecim w Section B czwartej dywizji, awansując do Third Division. W następnym sezonie 1938/39 ponownie był trzecim w Section A trzeciej dywizji. W 1940 z powodu II wojny światowej rozgrywki piłkarskie zostały zawieszone.
Po wznowieniu rozgrywek po II wojnie światowej klub z nazwą Żabbar FC zaczął rywalizować w Second Division. Przed rozpoczęciem sezonu 1948/49 klub zmienił nazwę na St. Patrick FC. W sezonie 1949/50 zdobył mistrzostwo II dywizji (Section A) i awansował do First Division, gdzie zajął 7.miejsce. W następnym sezonie 1951/52 zajął ostatnie 8.miejsce i spadł do Second Division. Po 8 latach gry w drugiej dywizji w sezonie 1959/60 zajął pierwsze miejsce i zdobył promocję do First Division. W 1960/61 był siódmym, a sezon 1961/62 zakończył na ostatnim 8.miejscu i został zdegradowany do Second Division. W sezonie 1963/64 spadł do Third Division. W następnym roku zwyciężył w III dywizji, ale nie otrzymał promocji i grał na trzecim poziomie do sezonu 1969/70, kiedy to zwyciężył w Division 3 Section C. W sezonie 1971/72 po zajęciu drugiego miejsca klub po raz trzeci awansował do First Division. Jednak powrót był nieudany. Ostatnia 10.lokata w sezonie 1972/73 spowodowała kolejny spadek do II dywizji. W sezonie 1975/76 klub został zdegradowany do Division 3. W następnym sezonie zwyciężył Division 3 Section A, ale przegrał w finale. Po ponownym spadku wygrał baraże Division 3 w sezonie 1979/80.
W 1980 po reformie systemu lig piłkarskich najwyższa klasa stała nazywać się Premier League, druga klasa Division 1, a trzecia klasa Division 2 itd. W 1980/81 klub awansował do First Division, a następnie w 1982/83 do Premier League. Sezon 1983/84 w najwyższej klasie zakończył na przedostatnim 7.miejscu i został zdegradowany do First Division. Następnie klub balansował pomiędzy First Division a Second Division, zdobywając wicemistrzostwo trzeciej ligi w sezonie 1986/87 oraz mistrzostwo w 1988/89. W sezonach 1995/96, 1998/99 i 2004/05 klub występował w Premier League, ale nigdy nie potrafił utrzymać się w najwyższej klasie. W sezonie 2009/10 zajął przedostatnie 9.miejsce i spadł do Second Division. W następnym sezonie jako piąty zespół ligowy wrócił do drugiej klasy. Ale w sezonie 2011/12 zajął ponownie zajął przedostatnie 9.miejsce i spadł z powrotem do Second Division. W sezonie 2012/13 zajął 11.miejsce. W 2013 przyjął obecną nazwę Żabbar St. Patrick FC. Dopiero w 2017 po zajęciu czwartego miejsca w Second Division wrócił do First Division.

## Sukcesy

### Trofea międzynarodowe
Nie uczestniczył w rozgrywkach europejskich (stan na 31-05-2017).

### Trofea krajowe
| \| \| Zdobyte trofea w rozgrywkach Malty (stan na: 31-05-2017) \| |                                                          |      |                                                         |
| Rozgrywki                                                         | Osiągnięcie                                              | Razy | Sezon(y)                                                |
| Mistrzostwo                                                       | I miejsce                                                | 0    |                                                         |
| Mistrzostwo                                                       | II miejsce                                               | 0    |                                                         |
| Mistrzostwo                                                       | III miejsce                                              | 0    |                                                         |
| Mistrzostwo                                                       | 7.miejsce                                                | 3    | 1950/51, 1960/61, 1983/84                               |
| Puchar                                                            | zdobywca                                                 | 0    |                                                         |
| Puchar                                                            | finalista                                                | 0    |                                                         |
| Puchar                                                            | 1/8 finału                                               | 3    | 2000/01, 2008/09, 2009/10                               |
| II liga                                                           | I miejsce                                                | 5    | 1949/50 (Section A), 1959/60, 1982/83, 1994/95, 2003/04 |
| II liga                                                           | II miejsce                                               | ?    | ..., 1971/72, 1997/98                                   |
| II liga                                                           | III miejsce                                              | ?    | ...                                                     |
| Malta                                                             | Zdobyte trofea w rozgrywkach Malty (stan na: 31-05-2017) |      |                                                         |

- Second/Third Division:
  - mistrz (6x): 1964/65, 1969/70 (Section C), 1976/77, 1979/80, 1980/81, 1988/89
  - wicemistrz (1x): 1986/87

## Stadion
Klub rozgrywa swoje mecze domowe na stadionie narodowym Ta’ Qali Stadium w Ta’ Qali, który może pomieścić 17000 widzów. Również rozgrywa swoje mecze na Il-Foss Ground w Il-Foss (500 widzów).

## Inne
- Saint George’s FC
- Tarxien Rainbows FC
- Xghajra Tornadoes FC